# Hidden Figures (película)
Hidden Figures (titulada Talentos ocultos en Hispanoamérica y Figuras ocultas en España) es una película biográfica estadounidense de 2016 dirigida por Theodore Melfi y escrita por Melfi y Allison Schroeder. El título juega con el doble significado de figure/cifra y figure/silueta. Está basada en el libro de no ficción del mismo nombre de Margot Lee Shetterly. La película está protagonizada por Taraji P. Henson en el papel de Katherine Johnson, una matemática afroamericana que calculó las trayectorias de vuelo del proyecto Mercury y el vuelo a la Luna del Apolo 11 (1969), y por Octavia Spencer, Janelle Monáe, Kevin Costner, Kirsten Dunst y Jim Parsons.

## Sinopsis
La increíble historia real de Katherine G. Johnson (Taraji P. Henson), Dorothy Vaughan (Octavia Spencer) y Mary Jackson (Janelle Monae), tres brillantes mujeres afroamericanas que trabajaron en la NASA. Conocidas como las «ordenadores vivientes», ayudaron en el lanzamiento a la órbita del astronauta John Glenn, un logro que restauró la confianza del país y dio la vuelta a la carrera espacial.
Figuras ocultas se inscribe en la línea que instauró Steven Spielberg en El color púrpura (1985) y que han seguido películas recientes como Criadas y señoras (Tate Taylor, 2011): adaptaciones de best sellers de carácter autobiográfico y espíritu feminista que intentan poner de manifesto las injusticias a las que fueron sometidas sus protagonistas, al mismo tiempo que se establece una crítica social en torno a la exclusión y el racismo.

## Argumento
Katherine trabaja en el Centro de Investigación Langley en Hampton, Virginia en 1961, junto a sus colegas Mary Jackson (Janelle Monáe) y Dorothy Vaughan (Octavia Spencer). Todas son mujeres afroamericanas que trabajan como calculistas en el Ala Oeste del Centro de Investigación; la unidad es segregada por raza y sexo. La supervisora Vivian Mitchell (Kirsten Dunst) asigna a Katherine para ayudar al Grupo de trabajo espacial de Al Harrison (Kevin Costner), dadas sus habilidades en geometría analítica. Se convierte en la primera mujer negra del equipo, lo que le gana el desprecio del ingeniero jefe Paul Stafford (Jim Parsons).
Mary es asignada al equipo del escudo térmico de la cápsula espacial, donde inmediatamente identifica un defecto de diseño. Animada por el líder de su equipo Karl Zielinski (Olek Krupa), un polaco-judío sobreviviente del Holocausto, Mary solicita un puesto oficial de ingeniero en la NASA. Mitchell le dice que, independientemente de su título en matemáticas y ciencias físicas, el puesto requiere cursos adicionales. Mary presenta una petición de permiso para asistir a la escuela secundaria Hampton para blancos, a pesar de la oposición de su esposo. Al defender su caso en la corte, se gana al juez local apelando a su sentido de la historia, lo que le permite asistir a clases nocturnas.
Katherine se encuentra con el teniente coronel Jim Johnson (Mahershala Ali), afroamericano de la Guardia Nacional de los Estados Unidos, quien expresa su escepticismo sobre las habilidades matemáticas de las mujeres. Más tarde se disculpa y comienza a pasar tiempo con Katherine y sus tres hijas. Los astronautas del Mercury 7 visitan Langley, y el astronauta John Glenn (Glen Powell) hace todo lo posible para saludar a las mujeres del Área Oeste. Katherine impresiona a Harrison resolviendo una ecuación matemática compleja a partir de documentos redactados, ya que el exitoso lanzamiento de Yuri Gagarin por parte de la Unión Soviética aumenta la presión para enviar astronautas estadounidenses al espacio.
Harrison confronta a Katherine sobre sus "descansos", sin saber que se ve obligada a caminar unos 800 metros para usar el baño de personas de color más cercano. Ella explica con enojo la discriminación que enfrenta en el trabajo, lo que lleva a Harrison a derribar el letrero de "Baño de color", abolir la segregación en el baño y permitir que se incluya a Katherine en reuniones de alto nivel para calcular el punto de reingreso de la cápsula espacial. Stafford hace que Katherine elimine su nombre de los informes, insistiendo en que las calculistas no pueden crearlos, y su trabajo se atribuye únicamente a Stafford.
Informada por Mitchell de que no hay planes de asignar un "supervisor permanente para el grupo de color", Dorothy se entera de que la NASA ha instalado una computadora electrónica IBM 7090 que amenaza con reemplazar las calculistas. Cuando una bibliotecaria la regaña por visitar la sección exclusiva para blancos, Dorothy toma un libro sobre Fortran, el cual aprende de forma autodidacta y enseña a sus compañeras de trabajo del área oeste. Visita la sala de informática, donde arranca con éxito la máquina, y es promovida para supervisar el Departamento de Programación; ella acepta hacerlo si también se transfiere a treinta de sus compañeras de trabajo. Mitchell finalmente se dirige a ella como "Sra. Vaughan".
Haciendo los arreglos finales para el lanzamiento de John Glenn, el departamento ya no necesita calculistas; Katherine es reasignada al Área Oeste y se casa con Jim. El día del lanzamiento, se encuentran discrepancias en los cálculos del IBM 7090 y se le pide a Katherine que verifique las coordenadas de aterrizaje de la cápsula. Ella entrega los resultados a la sala de control y Harrison la deja entrar. Después de un lanzamiento y una órbita exitosos, una advertencia indica que el escudo térmico de la cápsula puede estar suelto. El Control de Misión decide aterrizar a Glenn después de tres órbitas en lugar de siete, y Katherine apoya la sugerencia de Harrison de dejar el retro-cohete conectado para ayudar a mantener el escudo térmico en su lugar. El Friendship 7 aterriza con éxito.
Aunque las calculistas son finalmente reemplazadas por computadoras electrónicas, un epílogo revela que Mary obtuvo su título de ingeniería y se convirtió en la primera ingeniera afroamericana de la NASA; Dorothy continuó como la primera supervisora afroamericana de la NASA; Katherine, aceptada por Stafford como coautora del informe, pasó a calcular las trayectorias para las misiones Apolo 11 y del transbordador espacial. En 2015, recibió la Medalla Presidencial de la Libertad. En 2016, la NASA dedicó el Edificio Computacional Katherine Johnson del Centro de Investigación Langley en su honor.

## Reparto
- Taraji P. Henson como Katherine Johnson, una genio de las matemáticas.[5]
- Octavia Spencer como Dorothy Vaughan.[6]
- Janelle Monáe como Mary Jackson.[7]
- Kevin Costner como Al Harrison, director del Grupo de Tarea Espacial.[8]
- Kirsten Dunst como Vivian Mitchell.[9]
- Jim Parsons como Paul Stafford.[10]
- Glen Powell como John Glenn.[11][10]
- Mahershala Ali como Jim Johnson.[11]
- Karan Kendrick como Joylette Coleman, la madre de Katherine.
- Rhoda Griffis como bibliotecaria blanca.
- Maria Howell como Señora Summer.
- Aldis Hodge como Levi Jackson.
- Paige Nicollette como Eunice Smith.
- Gary Semanas como reportero en rueda de prensa.
- Saniyya Sidney como Constance Johnson.

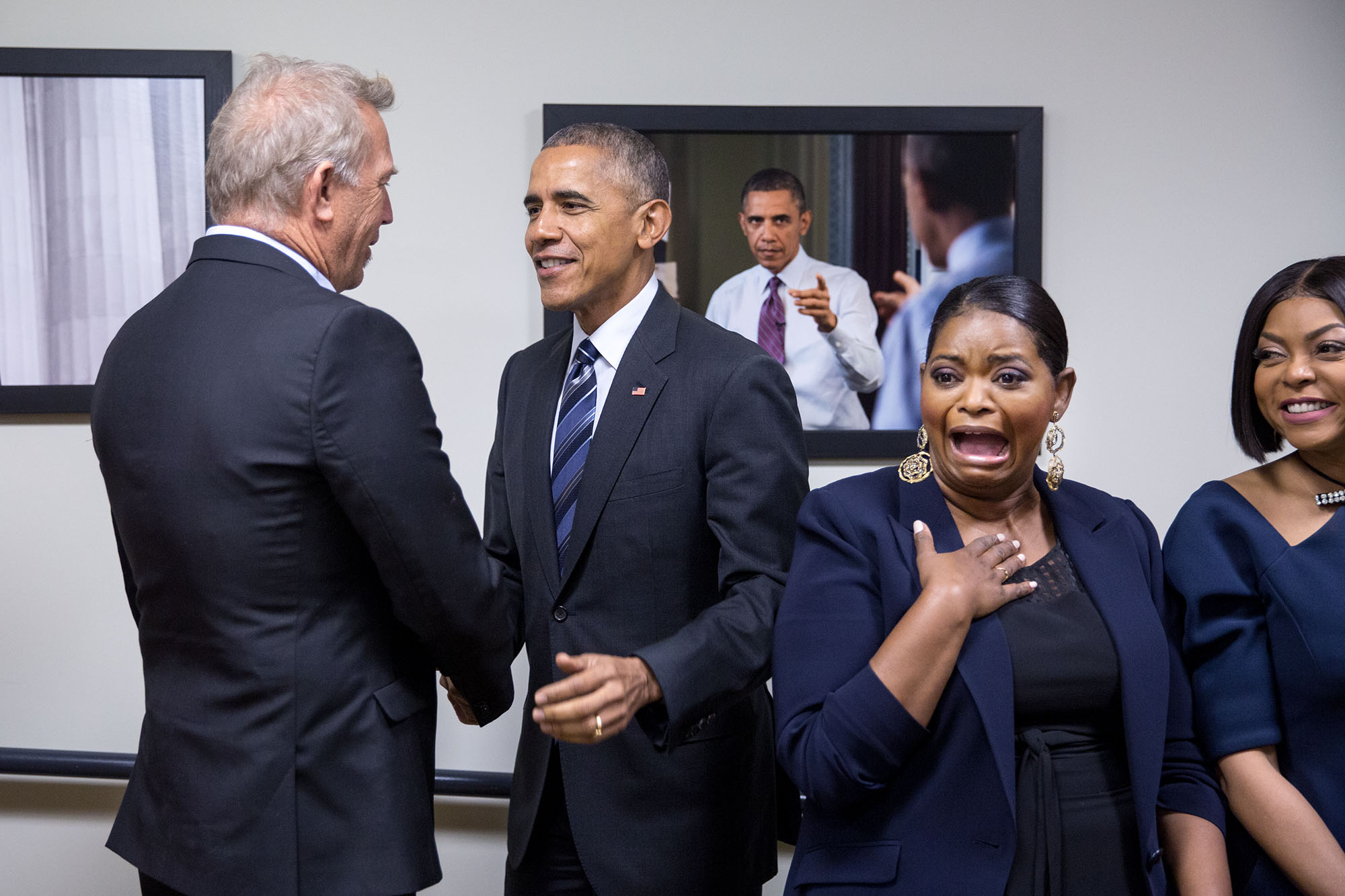
Saludo del entonces Presidente de los Estados Unidos Barack Obama a Kevin Costner y el resto del reparto de Figuras Ocultas el 15 de diciembre de 2016. Octavia Spencer y Taraji P. Henson están en la derecha de la foto.

## Recepción

### Premios y nominaciones
| Premio                                | Categoría               | Receptor/es                                                                       | Resultado | Ref(s) |
| ------------------------------------- | ----------------------- | --------------------------------------------------------------------------------- | --------- | ------ |
| Premios Óscar                         | Mejor película          | Donna Gigliotti, Peter Chernin, Jenno Topping, Pharrell Williams y Theodore Melfi | Nominada  | [ 12 ] |
| Premios Óscar                         | Mejor actriz de reparto | Octavia Spencer                                                                   | Nominada  | [ 12 ] |
| Premios Óscar                         | Mejor guion adaptado    | Allison Schroeder y Theodore Melfi                                                | Nominados | [ 12 ] |
| Premios de la Crítica Cinematográfica | Mejor actriz de reparto | Janelle Monáe                                                                     | Nominada  | [ 13 ] |
| Premios de la Crítica Cinematográfica | Mejor guion             | Allison Schroeder y Theodore Melfi                                                | Nominados | [ 13 ] |
| Premios de la Crítica Cinematográfica | Mejor reparto           | El reparto de Hidden Figures                                                      | Ganadores | [ 13 ] |
| Globos de Oro                         | Mejor actriz de reparto | Octavia Spencer                                                                   | Nominada  | [ 14 ] |
| Globos de Oro                         | Mejor banda sonora      | Benjamin Wallfisch, Pharrell Williams, Hans Zimmer                                | Nominados | [ 14 ] |
| Premios Satellite                     | Mejor película          | Hidden Figures                                                                    | Nominada  | [ 15 ] |
| Premios Satellite                     | Mejor actriz            | Taraji P. Henson                                                                  | Nominada  | [ 15 ] |
| Premios Satellite                     | Mejor actriz de reparto | Octavia Spencer                                                                   | Nominada  | [ 15 ] |
| Premios Satellite                     | Mejor guion adaptado    | Allison Schroeder y Theodore Melfi                                                | Nominados | [ 15 ] |
| Premios Satellite                     | Mejor banda sonora      | Benjamin Wallfisch, Pharrell Williams y Hans Zimmer                               | Nominados | [ 15 ] |
| Premios Satellite                     | Mejor canción original  | "Running" – Pharrell Williams                                                     | Nominado  | [ 15 ] |
| Premios Satellite                     | Mejor reparto           | El reparto de Hidden Figures                                                      | Ganadores | [ 15 ] |
| Premios del Sindicato de Actores      | Mejor actriz de reparto | Octavia Spencer                                                                   | Nominada  | [ 16 ] |
| Premios del Sindicato de Actores      | Mejor reparto           | El reparto de Hidden Figures                                                      | Ganadora  | [ 17 ] |